# Нам тут жити — соціальна ініціатива
Нам тут жити — соціальна ініціатива українського оператора електронних комунікацій Київстар у партнерстві з  фондом Повернись живим, спрямована на підтримку Збройних Сил України (ЗСУ) у відповідь на повномасштабне вторгнення росії в Україну. Мета проєкту — посилення обороноздатності країни, розмінування територій та розвиток технічної інфраструктури армії.

## Історія
У 2022 році Київстар об’єднав зусилля з фондом «Повернись живим» задля підтримки Збройних сил України. Протягом першого року повномасштабного вторгнення було реалізовано два спільних проєкти, спрямованих на забезпечення українського війська пікапами.
У 2023 році партнери започаткували масштабний спільний проєкт «Нам тут жити», який передбачає:
- розмінування територій України;
- підтримка протиповітряної оборони (ППО);
- розвиток роботизованих систем для потреб оборони.

Проєкти спрямовані на зміцнення обороноздатності країни та підвищення безпеки цивільного населення.

## Основні етапи

### Пікапи для ЗСУ
- #ДорогиПеремоги — спільна ініціатива Київстар, фонду «Повернись живим» та гурту [[Океан Ельзи]. Зібрано 14,8 млн грн, придбано 15 пікапів у 2022 році.
- #ДоброПереможе — до 25-річчя Київстар зібрано 38 млн грн, закуплено 38 пікапів у 2022 році.

### Розмінування територій

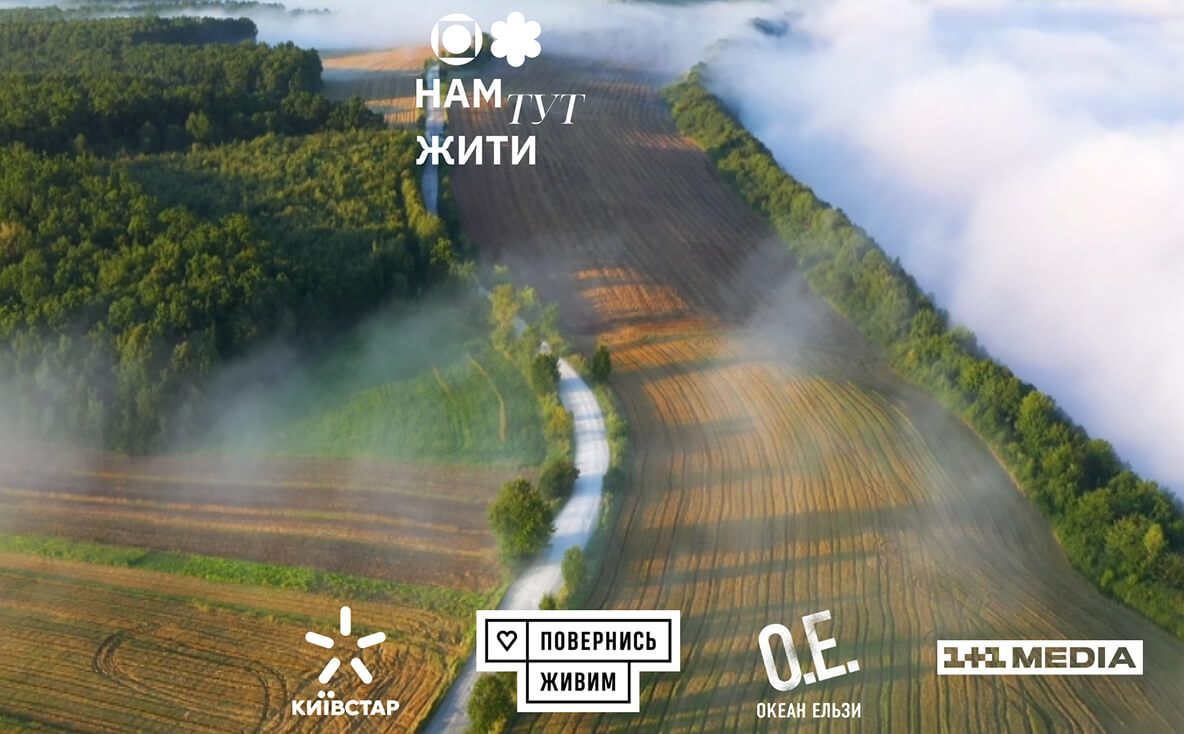
Нам тут жити

- У рамках першої кампанії «Нам тут жити», яка стартувала у 2023 році, зібрано 180 млн грн для 146 мобільних груп ЗСУ:
  - 31,5 млн грн — внесок компанії;
  - 29,7 млн грн — від абонентів (через Суперсилу «Допомога ЗСУ»);
  - 666 тис. грн — від працівників Київстар.
- Закуплено техніку для саперів: пікапи, дрони, захисні костюми, радіостанції, планшети, металошукачі тощо.
- Станом на серпень 2024 рік, силами тільки однієї бригади розміновано понад 17 000 га в Херсонській області.

### ППО: мобільні системи зв’язку

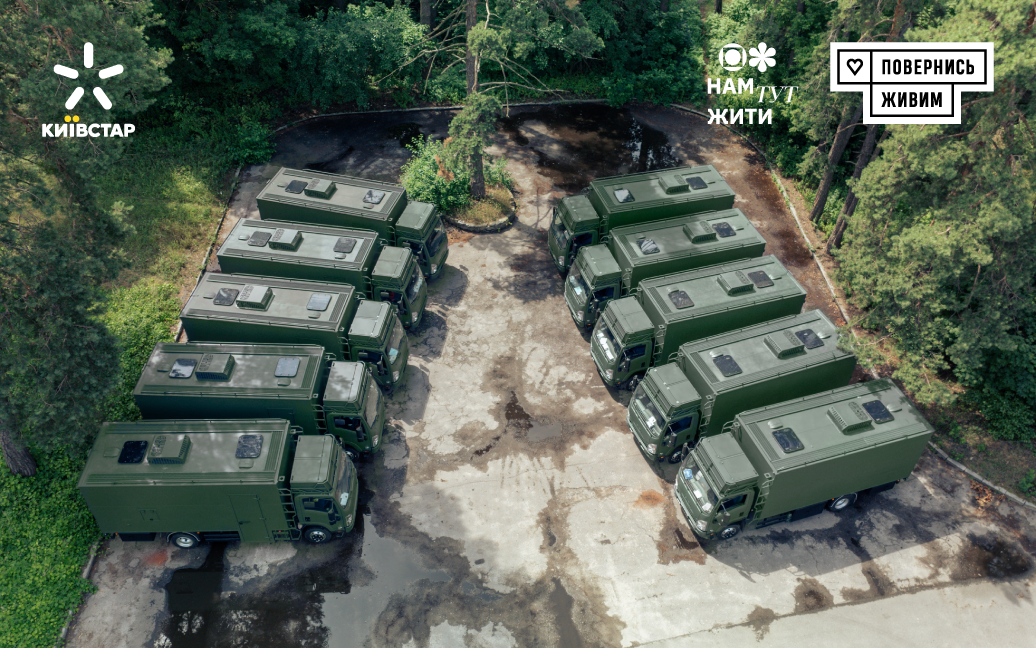
ППО: мобільні системи зв’язку

У 2024 році Київстар і «Повернись живим» передали Повітряному командуванню «Південь» 10 мобільних систем зв’язку (КАЗи) на суму понад 86 млн грн. КАЗи — повнопривідні вантажівки, які забезпечують координацію роботи підрозділів ППО
50 млн грн — внесок компанії, ще понад 21 млн грн було зібрано абонентами компанії через Суперсилу «Допомога ЗСУ». Ще 15,4 млн грн — донати на загальні рахунки Фонду «Повернись живим».

### Нам тут жити 2.0
У 2024 році було запущено другий проєкт з розмінування країни. 

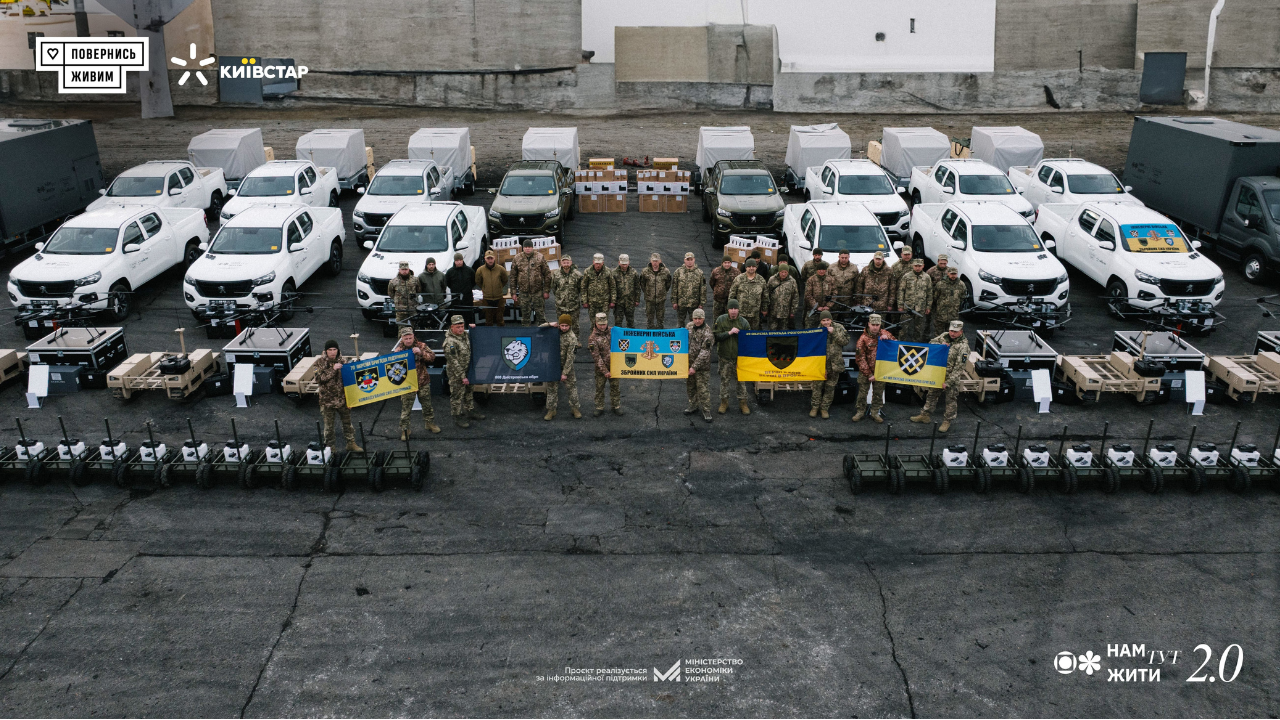
Нам тут жити 2.0

Зібрано 106,6 млн грн, аби забезпечити саперів Сил підтримки ЗСУ роботизованими комплексами та інше необхідним обладнанням.
50 млн грн – внесок Київстар, 35 млн грн зібрали абоненти, ще 22,1 млн грн зібрали небайдужі українці та соціально-відповідальні бізнеси.
Кожна з бригад отримала обладнання українського виробництва: 16 роботизованих платформ «Тарган», 8 НРК «Терміт» та 4 дрони Vampire. Крім цього, саперам з кожного підрозділу передали: 7 пікапів, 4 причепи, 25 радіостанцій, 24 коптери різних типів, майстерню технічного обслуговування, резервне живлення тощо. 

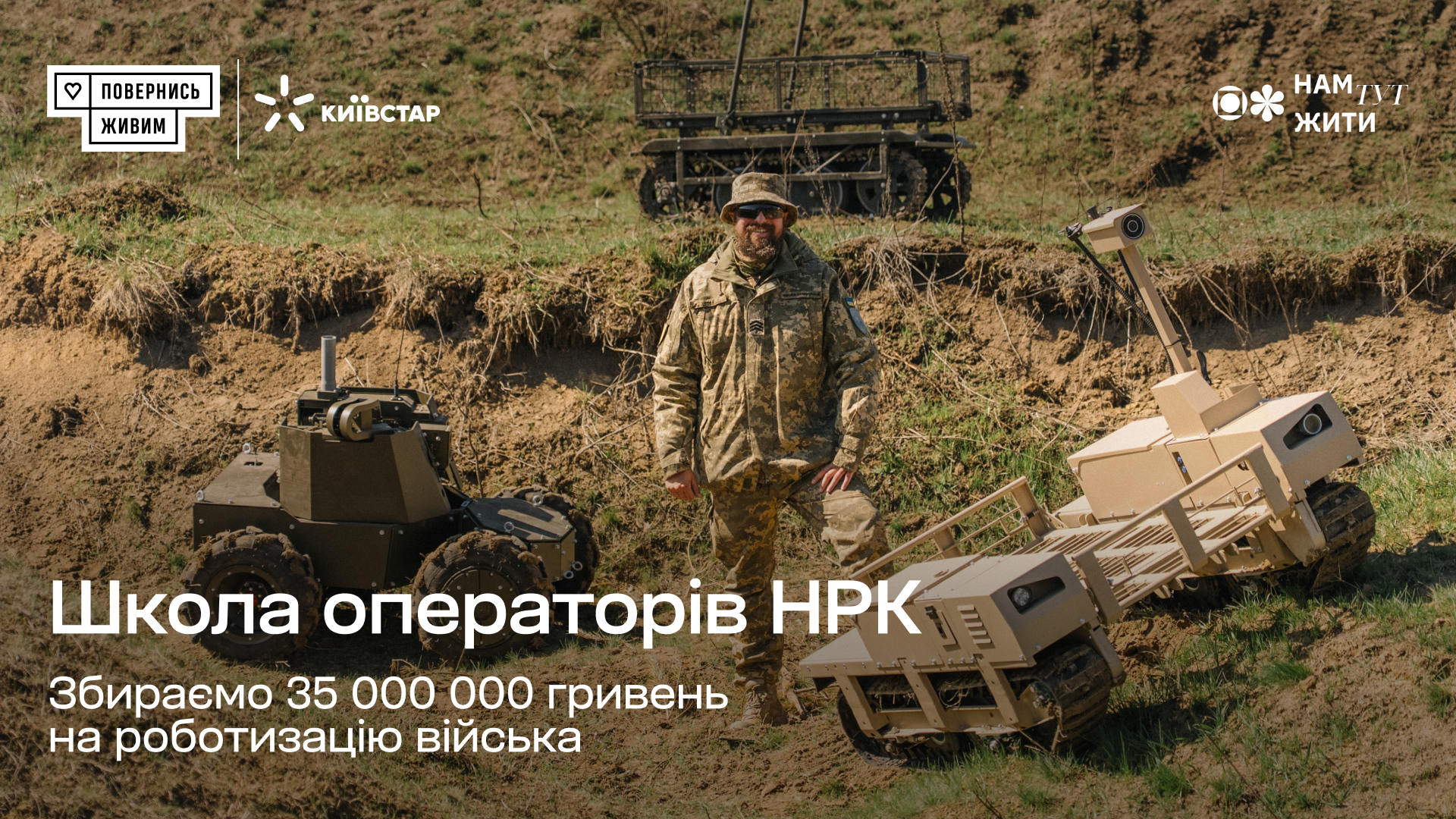
Школа операторів наземних дронів «Варан»

### Школа операторів наземних дронів «Варан»
У березні 2025 року Київстар та фонд «Повернись живим» оголосили про створення навчального центру для операторів наземних безпілотних систем. 
Мета — 35 млн грн на розвиток інфраструктури, навчання та обслуговування техніки.

## Партнери та донори
До проєкту долучилися:
- соціально-відповідальні бізнеси: Intellias, Visa, Ukraїner, Укрексімбанк, SOVA, Genuisee,  Bubibo, Аврора (мережа), Tabletochki та інші;
- Міністерство Економіки України інформаційно підтримало проєкт «Нам тут жити 2.0»;
- тисячі абонентів Київстар через Суперсилу «Допомога ЗСУ» та SMS-підписки.